# Phó Tổng thống Afghanistan
Phó Tổng thống Afghanistan là chức vụ chính trị cấp cao thứ hai trong chính phủ Afghanistan. Phó Tổng thống được bầu trên cùng danh sách ứng cử như Tổng thống. Một ứng cử viên Tổng thống  đề cử hai ứng cử viên cho chức danh Phó Tổng thống ngay trước cuộc bầu cử. Trong thời kỳ Chính phủ Lâm thời Afghanistan và Chính quyền Chuyển tiếp ở Afghanistan, khi Loya Jirga đã không chi định một Hiến pháp mới được nêu ra thì đã có tới hai Phó Tổng thống. Phó Tổng thống hiện nay là Mohammed Fahim và Karim Khalili  (Phó Tổng thống thứ hai).
| Chức danh               | Tên gọi             | Tấn phong            | Rời nhiệm sở         | Chú thích                                                      |
| ----------------------- | ------------------- | -------------------- | -------------------- | -------------------------------------------------------------- |
| Phó Chủ tịch            | Hedayat Amin Arsala | 22 tháng 12 năm 2001 | 19 tháng 6 năm 2002  | Pashtun, đại diện của Nhóm Rome                                |
| Phó Chủ tịch            | Mohammed Fahim      | 22 tháng 12 năm 2001 | 19 tháng 6 năm 2002  | Tajik và Bộ trưởng Quốc phòng của Mặt trận Hồi giáo Thống nhất |
| Phó Chủ tịch            | Sima Samar          | 22 tháng 12 năm 2001 | 19 tháng 6 năm 2002  | Hazara, Nữ và đại diện Nhóm Rome                               |
| Phó Chủ tịch            | Mohammad Mohaqiq    | 22 tháng 12 năm 2001 | 19 tháng 6 năm 2002  | Hazara và chỉ huy trong Mặt trận Hồi giáo Thống nhất           |
| Phó Chủ tịch            | Ahmed Shakar Karkar | 22 tháng 12 năm 2001 | 19 tháng 6 năm 2002  | Uzbek và lãnh đạo Mặt trận Hồi giáo Thống nhất                 |
| Phó Tổng thống          | Hedayat Amin Arsala | 19 tháng 6 năm 2002  | 7 tháng 12 năm 2004  | Bổ nhiệm tạm thời, Pashtun ủy nhiệm                            |
| Phó Tổng thống          | Mohammed Fahim      | 19 tháng 6 năm 2002  | 7 tháng 12 năm 2004  | Bổ nhiệm tạm thời, Tajik ủy nhiệm                              |
| Phó Tổng thống          | Nematullah Shahrani | 19 tháng 6 năm 2002  | 7 tháng 12 năm 2004  | Bổ nhiệm tạm thời, Uzbek ủy nhiệm                              |
| Phó Tổng thống          | Karim Khalili       | 19 tháng 6 năm 2002  | 7 tháng 12 năm 2004  | Bổ nhiệm tạm thời, Hazara ủy nhiệm                             |
| Phó Tổng thống          | Abdul Qadir         | 19 tháng 6 năm 2002  | 6 tháng 7 năm 2002   | Bổ nhiệm tạm thời, Pashtun ủy nhiệm, bị ám sát                 |
| Phó Tổng thống thứ nhất | Ahmad Zia Massoud   | 7 tháng 12 năm 2004  | 19 tháng 11 năm 2009 | Được bầu cùng danh sách ứng cử với Karzai                      |
| Phó Tổng thống thứ nhất | Mohammed Fahim      | 19 tháng 11 năm 2009 | 9 tháng 3 năm 2014   | Được bầu cùng danh sách ứng cử với Karzai                      |
| Phó Tổng thống thứ hai  | Karim Khalili       | 7 tháng 12 năm 2004  | 29 tháng 9 năm 2014  | Được bầu cùng danh sách ứng cử với Karzai                      |
| Phó Tổng thống thứ nhất | Abdul Rashid Dostum | 29 tháng 9 năm 2014  | Đương nhiệm          | Được bầu cùng danh sách ứng cử với Ghani                       |
| Phó Tổng thống thứ hai  | Sarwar Danish       | 29 tháng 9 năm 2014  | Đương nhiệm          | Được bầu cùng danh sách ứng cử với Ghani                       |